# Upplands runinskrifter 187
Upplands runinskrifter 187 är en nu försvunnen vikingatida ristad sten som stått i Gillberga, Össeby-Garns socken och Vallentuna kommun. Troligen försvann U 187 då ängen den stod på uppodlades. Stenen är rent ornamental endast prydd av ett enkelt kors. Korset är ett Sankt Georgskors, av samma typ som på den närliggande, "endast 13 steg" bort, runstenen Upplands runinskrifter 186. Stenen ingår i ett monument av tre stenar, ristade av samma runristare i Gillberga. De andra två är U 186 och U 188.